# Nazionale femminile di calcio dell'eSwatini
La nazionale di calcio femminile dell'eSwatini è la rappresentativa calcistica femminile dell'eSwatini, fino al 2018 noto come Swaziland, ed è posta sotto l'egida della locale federazione calcistica (EFA).
In base alla classifica emessa dalla FIFA il 15 marzo 2024, la nazionale femminile occupa il 182º posto del FIFA/Coca-Cola Women's World Ranking.
Come membro della Confédération Africaine de Football (CAF), partecipa a vari tornei di calcio internazionali, come al Campionato mondiale FIFA, alla Coppa delle nazioni africane femminile, ai Giochi olimpici estivi, ai Giochi panafricani e ai tornei a invito. Oltre alla CAF, come le altre nazionali di calcio che rappresentano l'eSwatini negli incontri internazionali, è membro della Council of Southern Africa Football Associations (COSAFA), che raggruppa le federazioni dell'Africa meridionale.

## Storia
Nel 1998 la nazionale swati prese parte per la prima volta a una torneo internazionale, giocando le qualificazioni al campionato africano; perse contro il Sudafrica sia l'andata che il ritorno con un complessivo 15-0 e venne eliminata. Dal 2002 partecipò alla prima edizione del campionato COSAFA femminile, competizione riservata alle federazione affiliate alla COSAFA, venendo eliminata alla fase a gruppi. Negli anni successivi ha preso parte a quasi tutte le edizioni del campionato COSAFA, venendo sempre eliminata al termine della fase a gruppi. Vent'anni dopo la prima partecipazione, l'eSwatini tornò a giocare le qualificazioni alla coppa delle nazioni africane 2018, venendo sconfitta al primo turno dal Lesotho. Anche nelle due edizioni successive l'eliminazione giunse al primo turno delle qualificazioni.

## Partecipazione ai tornei internazionali
Legenda: Grassetto: Risultato migliore, Corsivo: Mancate partecipazioni